# Congresso di Alaşehir

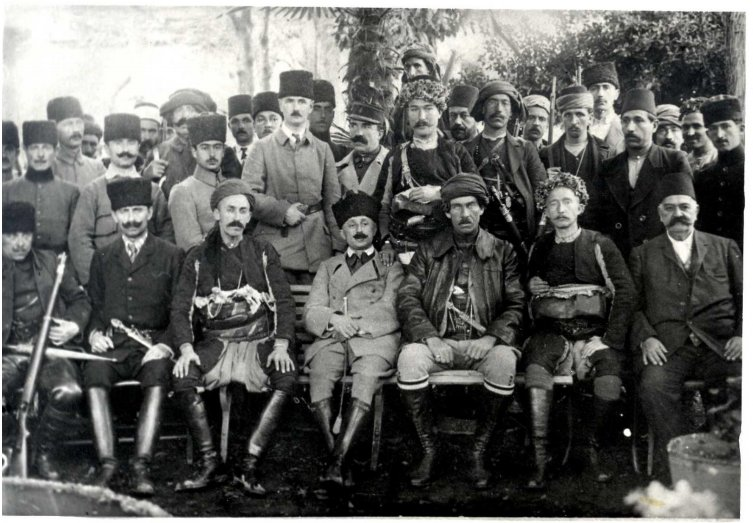
Partecipanti al Congresso di Alaşehir: da sinistra a destra, Demirci Mehmet Efe, Refet Bele, Çerkes Ethem.

Il Congresso di Alaşehir (in turco Alaşehir Kongresi) fu un'assemblea locale del Movimento Nazionale Turco tenutasi nella città di Alaşehir dal 16 al 25 settembre 1919.
Fu preceduto dal Congresso di Balıkesir e fu una continuazione del movimento reazionario seguito all'occupazione greca di Smirne. Era guidato dallo stesso leader, Hacim Muhittin Bey, e l'organizzazione fu intrapresa dai burocrati e dall'intellighenzia regionale, che riuscirono a ottenere una maggiore partecipazione rispetto al Congresso di Balıkesir.
Le sue decisioni includevano una continuazione della lotta nazionale fino a quando l'esercito greco non fosse stato cacciato dall'Anatolia, e di riformare le truppe Kuva-yi Milliye come unità regolari e pagate. Stabilì una sede centrale ad Alaşehir, sedi regionali a Denizli e Nazilli, e uffici locali a Soma, Ayvalık e Akhisar. Protestò anche presso il sultano ottomano, il gran visir e i rappresentanti alleati, decidendo al contempo di prendere le misure necessarie per stare al passo con le esigenze delle forze nazionali. Tra le altre decisioni vi furono il rifiuto delle attività delle bande armate, le ricompense alle famiglie dei morti in azione e la preparazione di rapporti sulle atrocità greche nei territori occupati.
Il congresso espresse una continua obbedienza al sultano, ma fu comunque sostenuto da Mustafa Kemal. Stanford Jay Shaw scrisse che il Congresso di Alaşehir era indipendente dagli sforzi di Mustafa Kemal, ma formò comunque il primo vero esercito di resistenza. le voci che le città orientali dell'Anatolia fossero state date agli Armeni furono un argomento importante nel congresso.